# Сайх-Равл – Фахуд – Сухар
Сайх-Равл — Фахуд — Сухар — трубопровідний коридор для поставок природного газу в оманську індустріальну зону Сухар.
В кінці 1990-х почалась розробка великих родовищ газу в центральному регіоні країни (Сайх-Равл, Сайх-Ніхайда, Барік), при цьому одним із трубопроводів, прокладених від газопереробного заводу Сайх-Равл, стала перемичка довжиною 100 км та діаметром 700 мм до нафтового родовища Фахуд. На останньому утворився газовий хаб, оскільки через нього проходив газопровід Їбал — Маскат, крім того, сюди ж по перемичці діаметром 250 мм подавали асоційований газ із розташованого західніше нафтогазового родовища Лекхвайр. В подальшому, у 2007-му, сюди ж вивели перемичку довжиною 80 км та діаметром 900 мм від розташованого на схід газопереробного заводу Каутер. Можливо відзначити, що на самому Фахуд також видобували значні обсяги асоційваного газу – станом на 2002 рік 5 млн м3 на добу, проте 9% із цього обсягу використовувалось самим пропислом як паливо, а 88% повторно закачувалось у нафтові пласти.
Від Фахуду у 2002 році проклали газопровід довжиною 300 км та діаметром 800 мм на північ до порту Сухар, де почали розвивати потужну індустріальну зону. До того сюди вже надходило блакитне паливо по трубопроводу Мурайрат – Сухар з діаметром 400 мм, проте проект потребував набагато більше ресурсу. Так, споживачами газу стали ТЕС Сухар, нафтопереробний завод (2006), завод метанолу (2007), алюмінієвий комбінат із власною ТЕС, виробництво ароматичних вуглеводнів (2008), завод азотних добрив (2009), завод залізорудних котунів (2010), ТЕС Сухар II (2012), установка прямого відновлення заліза.
До 2008 року по системі також транспортувався газ на експорт до Об'єднаних Арабських Еміратів через перемичку Махда — Аль-Айн. Після 2008-го її перевели у реверсний режим для подачі в Оман катарського ресурсу.
Для збільшення пропускної здатності системи в 2011 році ввели в дію компресорну станцію Фахуд. 
Враховуючи подальше зростання попиту, зокрема, внаслідок будівництва ТЕС Ібрі та ТЕС Сухар III, у другій половині 2010-х вирішили спорудити ще одну нитку на ділянці від Фахуд до Сухару. Вона повинна була мати той саме діаметр 800 мм, що дозволяло довести пропускну здатність коридора до 19,5 млрд м3 на рік. При цьому в Фахуді у 2021-му запустили завод з вилучення зріджених вуглеводневих газів, з якого до системи надходить метанова фракція. 
В 2021-му оголосили про наміри прокласти лупінг діаметром 1050 мм, який би збільшив пропускну здатність системи із двох 800-мм ниток. Він має починатись від компресорної станції Фахуд та прямувати до розташованої на 193-му кілометрів клапанної станції BVS-06. Завершення проекту очікувалось не раніше кінця 2025 року.